# Vermenon
Der Vermenon ist ein kleiner Fluss in Frankreich, der im Département Drôme in der Region Auvergne-Rhône-Alpes verläuft. Er entspringt im südlichen Gemeindegebiet von Salettes, entwässert generell in westlicher Richtung und erreicht nach rund 17 Kilometern das Rhône-Tal, wo er im Gemeindegebiet von Montboucher-sur-Jabron als rechter Nebenfluss in den Jabron mündet. In seinem Mündungsabschnitt quert der Vermenon die Bahnstrecke LGV Méditerranée und mündet in etwa 300 Meter Entfernung von der Autobahn A 7.

## Orte am Fluss
(Reihenfolge in Fließrichtung)
- Petite Bellane, Gemeinde Salettes
- La Blanche, Gemeinde Souspierre
- Senières, Gemeinde Salettes
- Lequint, Gemeinde La Bégude-de-Mazenc
- Vermenon, Gemeinde Saint-Gervais-sur-Roubion
- Saint-Andéol, Gemeinde La Bâtie-Rolland
- Saint-Joseph, Gemeinde Montboucher-sur-Jabron